# Lilabandad sparvduva
Lilabandad sparvduva (Paraclaravis geoffroyi) är en akut hotad sydamerikansk fågel i familjen duvor.

## Utseende och läten
Lilabandad sparvduva är en liten (19–23 cm) marklevande duva. Karakteristiskt är två eller tre mörka lilafärgade vitkantade band över vingen som gett arten dess namn. Hanen är skifferblå ovan, ljusare undertill. På ansiktet och på buken är den vitaktig. Även stjärten är vit med grått på de mittersta stjärtpennorna. Benen är mörkröda och näbben svartaktig.
Honan är mattbrun med ljusare strupe och buk. De mittersta stjärtpennorna är istället bruna och de yttre beigespetsat svarta. Benen är mörkbruna. Lätet har beskrivits som ett sorgsamt "u-ut", men inspelningar saknas.

## Utbredning och systematik
Fågeln förekommer från sydöstra Brasilien (södra Bahia) till östra Paraguay och nordöstra Argentina (Misiones). Den behandlas som monotypisk, det vill säga att den inte delas in i några underarter.

### Släktestillhörighet
Tidigare placerades lilabandad och purpurbröstad sparvduva i släktet Claravis med blå sparvduva. Genetiska studier visar dock att de inte är varandras närmaste släktingar, varför de allt oftare lyfts ut till ett eget släkte, det nyligen beskriva Paraclaravis. Denna linje följs här.

## Status och hot
Internationella naturvårdsunionen IUCN kategoriserar arten som akut hotad. Frånvaron av fynd det senaste årtiondet tyder på att fågeln har ett mycket begränsat bestånd, uppskattat till endast mellan 50 och 250 vuxna individer. Utbredningsområdet tros vara mycket fragmenterat och populationen tros minska i antal till följd av habitatförlust.